# レオパルト (水雷艇)
レオパルト (Leopard) はドイツ海軍の水雷艇。1924型。

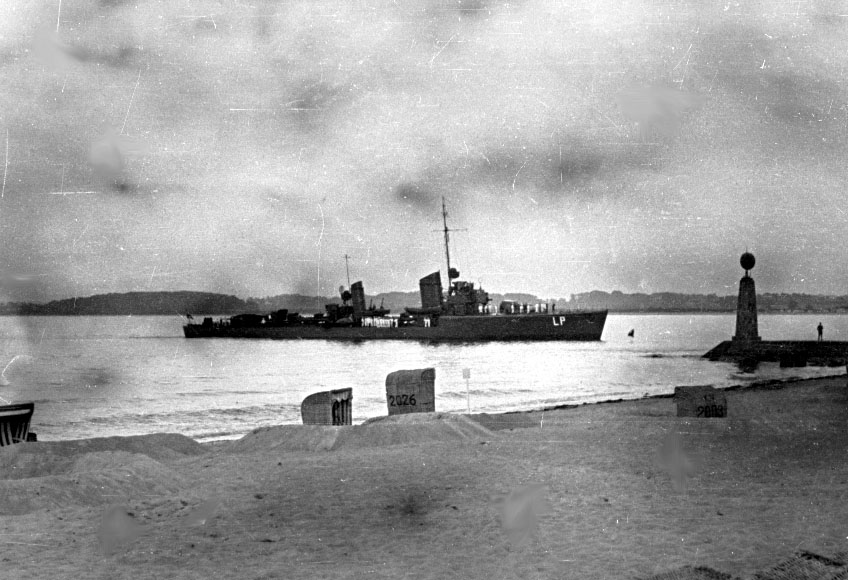
竣工当時の「レオパルト」（1934年）

## 艦歴
1927年5月4日起工。1928年3月15日進水。1929年6月1日就役。
第二次世界大戦開戦後は北海やスカゲラク海峡で機雷敷設作戦や通商破壊に従事する。
1940年4月、ヴェーザー演習作戦にベルゲン攻略部隊として参加した。
同年4月30日、スカゲラク海峡での機雷敷設作戦の際に敷設艦プロイセンに衝突され沈没。